# 邦阳区
邦阳区是缅甸佤邦勐能县下辖的一个区。

## 地理
邦阳区位于勐能县南部，西北接纳高区，北接弄切区，东北接邦康特区，东邻勐波县勐波区和南排区，南、西两面与缅甸中央政府控制区接壤。

## 行政区划
邦阳区下辖4乡：
- 邦阳乡（Eung' Pang Yang）：纳捏村[2]、南泥寨
- 纳龙乡：邦阳村[3]、邦侯拐村[2]
- 嘎莫乡：那莫村[4]
- 永再乡：曼松村
- 弄八乡[2]